# Gran Premio de la Comunidad Valenciana de 2015
El Gran Premio de la Comunidad Valenciana de 2015 (oficialmente Gran Premio Motul de la Comunitat Valenciana) fue la decimoctava prueba del Campeonato del Mundo de Motociclismo de 2015. Tuvo lugar en el fin de semana del 6 al 8 de noviembre de 2015 en el Circuito Ricardo Tormo  situado en la localidad de Cheste, Comunidad Valenciana, España.
La carrera de MotoGP fue ganada por Jorge Lorenzo, seguido de Marc Márquez y Dani Pedrosa. Esteve Rabat fue el ganador de la prueba de Moto2, por delante de Álex Rins y Thomas Lüthi. La carrera de Moto3 fue ganada por Miguel Oliveira, Jorge Navarro fue segundo y Jakub Kornfeil tercero.

## Resultados

### Resultados MotoGP
| Pos.    | N.º | Piloto           | Constructor    | Vueltas | Tiempo    | Parrilla | Puntos |
| ------- | --- | ---------------- | -------------- | ------- | --------- | -------- | ------ |
| 1       | 99  | Jorge Lorenzo    | Yamaha         | 30      | 45:59.364 | 1        | 25     |
| 2       | 93  | Marc Márquez     | Honda          | 30      | +0.263    | 2        | 20     |
| 3       | 26  | Dani Pedrosa     | Honda          | 30      | +0.654    | 3        | 16     |
| 4       | 46  | Valentino Rossi  | Yamaha         | 30      | +19.789   | 26       | 13     |
| 5       | 44  | Pol Espargaró    | Yamaha         | 30      | +26.004   | 8        | 11     |
| 6       | 38  | Bradley Smith    | Yamaha         | 30      | +28.835   | 6        | 10     |
| 7       | 4   | Andrea Dovizioso | Ducati         | 30      | +28.886   | 9        | 9      |
| 8       | 41  | Aleix Espargaró  | Suzuki         | 30      | +34.222   | 4        | 8      |
| 9       | 35  | Cal Crutchlow    | Honda          | 30      | +35.924   | 5        | 7      |
| 10      | 9   | Danilo Petrucci  | Ducati         | 30      | +39.579   | 10       | 6      |
| 11      | 25  | Maverick Viñales | Suzuki         | 30      | +39.746   | 11       | 5      |
| 12      | 51  | Michele Pirro    | Ducati         | 30      | +47.053   | 12       | 4      |
| 13      | 68  | Yonny Hernández  | Ducati         | 30      | +54.081   | 17       | 3      |
| 14      | 19  | Álvaro Bautista  | Aprilia        | 30      | +56.646   | 18       | 2      |
| 15      | 45  | Scott Redding    | Honda          | 30      | +57.278   | 19       | 1      |
| 16      | 8   | Héctor Barberá   | Ducati         | 30      | +57.363   | 14       |        |
| 17      | 69  | Nicky Hayden     | Honda          | 30      | +58.742   | 16       |        |
| 18      | 6   | Stefan Bradl     | Aprilia        | 30      | +59.086   | 13       |        |
| 19      | 76  | Loris Baz        | Yamaha Forward | 30      | +1:04.339 | 15       |        |
| 20      | 24  | Toni Elías       | Yamaha Forward | 30      | +1:04.413 | 24       |        |
| 21      | 43  | Jack Miller      | Honda          | 30      | +1:05.212 | 20       |        |
| 22      | 13  | Anthony West     | Honda          | 30      | +1:27.281 | 22       |        |
| Ret     | 63  | Mike Di Meglio   | Ducati         | 24      | Retirado  | 21       |        |
| Ret     | 50  | Eugene Laverty   | Honda          | 23      | Retirado  | 23       |        |
| Ret     | 23  | Broc Parkes      | ART            | 21      | Retirado  | 25       |        |
| Ret     | 29  | Andrea Iannone   | Ducati         | 2       | Caída     | 7        |        |
| Fuente: |     |                  |                |         |           |          |        |

### Resultados Moto2
Dominique Aegerter fue reemplazado por Joshua Hook después de los segundos entrenamientos libre.
El primer intento de correr la carrera fue interrumpida tras un accidente que involucró a varios pilotos en la primera vuelta. En la reanudación, la distancia de la carrera se redujo de 27 a 18 vueltas..
| Pos.    | N.º | Piloto              | Constructor   | Vueltas | Tiempo              | Parrilla | Puntos |
| ------- | --- | ------------------- | ------------- | ------- | ------------------- | -------- | ------ |
| 1       | 1   | Esteve Rabat        | Kalex         | 18      | 28:48.831           | 1        | 25     |
| 2       | 40  | Álex Rins           | Kalex         | 18      | +0.309              | 3        | 20     |
| 3       | 12  | Thomas Lüthi        | Kalex         | 18      | +3.347              | 4        | 16     |
| 4       | 7   | Lorenzo Baldassarri | Kalex         | 18      | +3.644              | 5        | 13     |
| 5       | 22  | Sam Lowes           | Speed Up      | 18      | +5.140              | 10       | 11     |
| 6       | 39  | Luis Salom          | Kalex         | 18      | +9.499              | 12       | 10     |
| 7       | 5   | Johann Zarco        | Kalex         | 18      | +9.834              | 2        | 9      |
| 8       | 49  | Axel Pons           | Kalex         | 18      | +11.197             | 7        | 8      |
| 9       | 3   | Simone Corsi        | Kalex         | 18      | +11.611             | 9        | 7      |
| 10      | 36  | Mika Kallio         | Speed Up      | 18      | +17.311             | 15       | 6      |
| 11      | 30  | Takaaki Nakagami    | Kalex         | 18      | +20.784             | 8        | 5      |
| 12      | 73  | Álex Márquez        | Kalex         | 18      | +21.296             | 14       | 4      |
| 13      | 11  | Sandro Cortese      | Kalex         | 18      | +21.455             | 13       | 3      |
| 14      | 94  | Jonas Folger        | Kalex         | 18      | +21.560             | 18       | 2      |
| 15      | 23  | Marcel Schrötter    | Tech 3        | 18      | +24.669             | 21       | 1      |
| 16      | 19  | Xavier Siméon       | Kalex         | 18      | +28.190             | 23       |        |
| 17      | 97  | Xavi Vierge         | Tech 3        | 18      | +28.537             | 22       |        |
| 18      | 60  | Julián Simón        | Speed Up      | 18      | +28.762             | 6        |        |
| 19      | 88  | Ricard Cardús       | Suter         | 18      | +29.017             | 17       |        |
| 20      | 66  | Florian Alt         | Suter         | 18      | +29.297             | 19       |        |
| 21      | 4   | Randy Krummenacher  | Kalex         | 18      | +30.788             | 20       |        |
| 22      | 70  | Robin Mulhauser     | Kalex         | 18      | +32.028             | 26       |        |
| 23      | 10  | Thitipong Warokorn  | Kalex         | 18      | +37.044             | 28       |        |
| 24      | 2   | Jesko Raffin        | Kalex         | 18      | +37.107             | 27       |        |
| 25      | 32  | Federico Fuligni    | Suter         | 18      | +47.239             | 29       |        |
| 26      | 16  | Joshua Hook         | Kalex         | 18      | +47.901             | 30       |        |
| Ret     | 90  | Lucas Mahias        | Transfiormers | 13      | Retirado            | 16       |        |
| Ret     | 57  | Edgar Pons          | Kalex         | 3       | Caída               | 25       |        |
| DNS     | 21  | Franco Morbidelli   | Kalex         | 0       | No retomó la salida | 11       |        |
| DNS     | 55  | Hafizh Syahrin      | Kalex         | 0       | No retomó la salida | 24       |        |
| DNS     | 25  | Azlan Shah          | Kalex         |         | No participó        |          |        |
| DNS     | 96  | Louis Rossi         | Tech 3        |         | No participó        |          |        |
| Fuente: |     |                     |               |         |                     |          |        |

### Resultados Moto3
| Pos.    | N.º | Piloto                 | Constructor | Vueltas | Tiempo       | Parrilla | Puntos |
| ------- | --- | ---------------------- | ----------- | ------- | ------------ | -------- | ------ |
| 1       | 44  | Miguel Oliveira        | KTM         | 24      | 40:09.792    | 4        | 25     |
| 2       | 9   | Jorge Navarro          | Honda       | 24      | +0.198       | 5        | 20     |
| 3       | 84  | Jakub Kornfeil         | KTM         | 24      | +2.090       | 12       | 16     |
| 4       | 41  | Brad Binder            | KTM         | 24      | +2.121       | 9        | 13     |
| 5       | 33  | Enea Bastianini        | Honda       | 24      | +2.975       | 6        | 11     |
| 6       | 32  | Isaac Viñales          | KTM         | 24      | +3.343       | 13       | 10     |
| 7       | 17  | John McPhee            | Honda       | 24      | +4.087       | 1        | 9      |
| 8       | 76  | Hiroki Ono             | Honda       | 24      | +9.627       | 10       | 8      |
| 9       | 52  | Danny Kent             | Honda       | 24      | +9.914       | 18       | 7      |
| 10      | 65  | Philipp Öttl           | KTM         | 24      | +10.580      | 14       | 6      |
| 11      | 16  | Andrea Migno           | KTM         | 24      | +10.661      | 15       | 5      |
| 12      | 8   | Nicolò Bulega          | KTM         | 24      | +11.642      | 16       | 4      |
| 13      | 21  | Francesco Bagnaia      | Mahindra    | 24      | +16.741      | 19       | 3      |
| 14      | 88  | Jorge Martín           | Mahindra    | 24      | +20.196      | 24       | 2      |
| 15      | 10  | Alexis Masbou          | Honda       | 24      | +21.531      | 20       | 1      |
| 16      | 95  | Jules Danilo           | Honda       | 24      | +21.552      | 17       |        |
| 17      | 63  | Zulfahmi Khairuddin    | KTM         | 24      | +21.868      | 21       |        |
| 18      | 40  | Darryn Binder          | Mahindra    | 24      | +25.114      | 26       |        |
| 19      | 29  | Stefano Manzi          | Mahindra    | 24      | +25.301      | 29       |        |
| 20      | 11  | Livio Loi              | Honda       | 24      | +25.331      | 28       |        |
| 21      | 6   | María Herrera          | Husqvarna   | 24      | +25.655      | 22       |        |
| 22      | 48  | Lorenzo Dalla Porta    | Husqvarna   | 24      | +32.973      | 23       |        |
| 23      | 4   | Fabio Di Giannantonio  | Honda       | 24      | +33.019      | 25       |        |
| 24      | 22  | Ana Carrasco           | KTM         | 24      | +33.549      | 31       |        |
| 25      | 96  | Manuel Pagliani        | Mahindra    | 24      | +33.953      | 27       |        |
| Ret     | 7   | Efrén Vázquez          | Honda       | 23      | Caída        | 3        |        |
| Ret     | 5   | Romano Fenati          | KTM         | 23      | Caída        | 2        |        |
| Ret     | 23  | Niccolò Antonelli      | Honda       | 23      | Caída        | 7        |        |
| Ret     | 19  | Alessandro Tonucci     | Mahindra    | 20      | Retirado     | 33       |        |
| Ret     | 98  | Karel Hanika           | KTM         | 10      | Caída        | 8        |        |
| Ret     | 20  | Fabio Quartararo       | Honda       | 10      | Retirado     | 11       |        |
| Ret     | 58  | Juan Francisco Guevara | Mahindra    | 7       | Retirado     | 30       |        |
| Ret     | 24  | Tatsuki Suzuki         | Mahindra    | 7       | Retirado     | 34       |        |
| Ret     | 2   | Remy Gardner           | Mahindra    | 5       | Retirado     | 32       |        |
| DNS     | 91  | Gabriel Rodrigo        | KTM         |         | No participó |          |        |
| Fuente: |     |                        |             |         |              |          |        |